# Bătălia de la Seminara (1495)
Bătălia de la Seminara s-a dat pe 28 iunie 1495 între trupele din Spania, care au deschis un nou front în Calabria, și Franța, în cadrul așa-numitului război italian dintre 1494-1498. Împotriva combinației redutabile de jandarmi și lăncieri mercenari elvețieni în avantajul francezilor, aliații au avut doar trupe napolitane de calitate indiferentă și un mic corp înarmat ușor de soldați spanioli, căliți în luptele împotriva maurilor din Spania. Rezultatul a fost o fugă rușinoasă, și o mare parte din luptă centrată în jurul acțiuni de întârziere pentru a permite forței aliate retragerea pentru a scăpa. Cu toate acestea, deși lupta a fost o victorie francez decisivă din punct de vedere tactic, aceasta nu i-a împiedicat pe aliați să conducă lupta de eliberare a sudului Italiei.

## Context
Regele Carol al VIII-lea a invadat Italia în 1494, în încercarea de a-și apăra cererea de succesiune la tronul regatului Neapolelui la moartea lui Ferdinand I. Succesorul lui Ferdinand a fost fiul său, Alfonso al II-lea de Napoli, care în curând a abdicat de teama invaziei franceze, numindu-l succesor pe fiul său, Ferdinand al II-lea din Napoli.
Francezii s-au deplasat rapid prin peninsula italiană dezbinată, sosind în regatul Neapolelui pe 21 februarie 1495, după ce Ferdinand al II-lea a fugit în Sicilia, din pricina modului de luptă violent al armatei franceze. Aici, în exil temporar, Ferdinand s-a alăturat vărului său, Ferdinand al II-lea de Aragon, rege al Siciliei și Spaniei, care a oferit asistență în recuperarea Neapolelui.
Ca răspuns la invazia lui Carol, s-a format Liga de la Veneția  de către multe dintre puterile italiene care s-au opus prezenței franceze în Italia. Liga a stabilit ulterior o forță militară puternică în partea de nord a Italiei, care a amenințat să taie linia de comunicare între armata franceză dinn sudul Italiei și baza sa din Franța. Pe 30 mai 1495, Carol și-a împărțit armata, luând jumătate din trupe (aproximativ 9.000 de oameni) și s-a retras spre nord pentru a apăra drumul înapoi spre Franța, lăsând restul trupelor să protejeze teritoriile cucerite recent.

## Campania

Operaţiunile din sudul Italiei ce au dus la bătălia de la Seminara.

Între timp, Ferdinand al II-lea de Napoli a fost determinat pentru a scăpa Regatul Neapolelui de garnizoana lăsată în urmă de către regele francez. Deși împrăștiată în întreaga zonă, garnizoana franceză era compusă din trei elemente de bază:
- Principala forță din Napoli, condusă de aristocratul Gilbert d'Montpensier[6]
- O forță în sud, în Calabria, sub comanda lui Bernard Stuart, lord de Aubigny
- Mercenarii elvețieni (împreună cu alte forțe) staționați în Basilicata sub comanda nobilului francez, Précy[7].

Pentru a se opune acestor forțe, Ferdinand a avut propria sa armată, și ajutorul vărului său spaniol. Generalul spaniol, Gonzalo Fernández de Córdoba, a fost trimis din Spania, cu o mică armată, în mare parte ca o avangardă, pentru a-și arăta sprijinul în eforturile de recucerire ale lui Ferdinand al II-lea de Napoli. De Córdoba a fost ales de către regina Isabella pentru a conduce contingentul spaniol, deoarece era un favorit al Curții, precum și un soldat de renume, în ciuda tinereții sale relative. De Córdoba a ajuns în portul de la Messina pe 24 mai 1495, doar pentru a afla dacă Ferdinand al II-lea de Napoli a trecut deja în Calabria, cu o armată transportată de flota amiralului Requesens, reocupând Reggio.
De Córdoba a trecut în Calabria două zile mai târziu. A avut sub comanda sa 600 de cavaleri spanioli și 1.500 trupe de infanterie, la care s-a adaugat 3.500 de soldați din flota spaniolă. Mărimea armatei napolitane este neclară, dar în curând va fi completată de 6.000 de voluntari din Calabria, care au aderat la rândurile napolitane când Ferdinand al II-lea a acostat. Contingentul spaniol a lui Cordoba a fost epuizat din nevoia de a pune garnizoane spaniole în mai multe locuri fortificate pe care Ferdinand al II-lea de Napoli le-a oferit Spaniei drept compensație parțială pentru ajutorul militar furnizat.
Armata aliată a mărșăluit de la Reggio la Sant'Agata del Bianco, și de acolo la Seminara, un loc fortificat la aproximativ 40 de km de Reggio. Ambele orașe și-au deschis porțile la înfățișarea armatei lui Ferdinand al II-lea. Pe drum un detașament de soldați francezi a fost întâlnit și distrus de către forța aliată. Liga de la Veneția și-a asistat aliații, trimițând o flotă venețiană sub comanda amiralului Antonio Grimani de-a lungul coastei de est aflată sub ocupație franceză. La Monopoli, Grimani chiar a distrus garnizoana franceză staționată acolo.
Deși era grav bolnav de malarie, comandantul francez în Calabria, d'Aubigny, n-a pierdut nici un moment pentru a răspunde la provocarea invaziei napolitano-spaniolă, răspunzând la cererile de ajutor ale garnizoanelor izolate din întreaga Calabria, solicitând, însă, sprijinul lui Précy. D'Aubigny a reușit să-și concentreze forțele, și imediat a mărșăluit spre Seminara.

## Bătălia

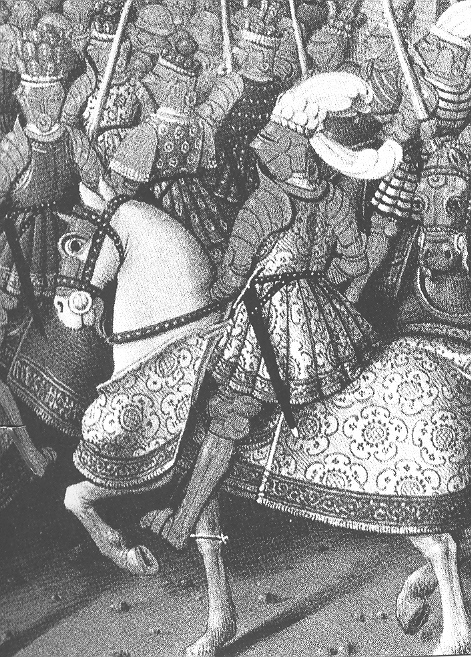
Jandarmi francezi

La auzul vestii ca d'Aubigny se apropie, dar neaflând de unirea cu Précy și mercenarii elvețieni, Ferdinand al II-lea de Napoli a decis să se întâlnească cu francezii în lupta imediat, o decizie unanimă luată de către nobilimea spaniolă și napolitană. Dar Córdoba i-a îndemnat la prudență, sau cel puțin o cunoaștere deplină a forței franceze înainte de a risca lupta, dar cererea i-a fost respinsă.
Ferdinand a condus armata aliată din Seminara pe 28 iunie, mutâmdu-i pe o linie de dealuri la aproximativ 3 km est de oraș. Acolo, pe câmpiile de la poalele acestor dealuri, se afla armata franceză, mărșăluind direct spre napolitani. Ferdinand și-a ales o poziție în spatele acestor dealuri, așezându-și infanteria sa pe stânga și cavalera pe dreapta. D'Aubigny, bolnav, dar încă aflat la comanda, și-a dislocat cavaleria care se va confrunta mai ușor cu cavaleria aliată. Tânărul nobil Précy a renunțat la comanda mercenarilor elvețieni, în scopul de-al ajuta pe bolnavul d'Aubigny. Pe flancul drept se găseau 800 de lăncieri elvețieni.
Inițial, lupta a decurs bine pentru aliați, jineții spanioli chinuiau flancul jandarmilor francezi, utilizând metoda testată în Spania împotriva maurilor. Deși Ferdinand a încercat să-i mobilizeze, retragerea miliției calabreze panicate era inevitabilă. Situația a devenit disperată pentru aliați, elvețienii și jandarmii francezi au copleșit trupele spaniole. Ferdinand, ușor de recunoscut în hainele sale splendide, a intrat sub atacurile grele ale trupelor inamice, fiind descălecat, doar pentru a oferi calul unui nobil secundar numit Giovanni di Capua sau Juan de Altavista, care și-a dat apoi viață întârziindu-i pe inamici, astfel încât Ferdinand să poată scăpa. Córdoba a condus cavaleria spaniolă și  supraviețuitorii din cadrul infanteriei într-o acțiune disperată împotriva francezilor, care alături de boala de liderul francez, a permis napolitanilor să scăpe. Spaniolii au putut să ajungă în siguranța la Seminara, trupele franceze au fost mulțumite că au ocupat terenul, datorită metodei tradiționale de a pretinde victoria.

## Consecințe
În ciuda acestui mare triumf francez de pe câmpul de luptă, situația generală a garnizoanei franceze izolată în sudul Italiei nu s-a schimbat substanțial. Folosind o forță amfibie mică și loialitatea populației locale, Ferdinand al II-lea de Neapole a fost curând după aceea în stare să reia Napoli. De Córdoba, folosind tactici de gherilă, și evitând cu atenție orice preț întâlnirea directă cu temutele batalioane elvețiene sau jandarmii francezi, a recucerit încet restul Calabriei. În cele din urmă, mulți dintre mercenarii care îi deserveau pe francezi s-au revoltat din cauza lipsei de salarizare și au mărșăluit spre casă, iar forțele franceze rămase în cele din urmă au fost învinse la Atella de forțele reunite ale lui Ferdinand și Cordoba, și forțate să se predea.
Întâlnirea dezastruosă a lui Córdoba la Seminara cu forța specializată franco-elvețiană a dus direct la crearea unității mixte de lăncieri și trăgători cu arme de foc. După această înfrângere umilitoare, Cordoba a câștigat fiecare bătălie în care a luptat, câștigând titlul de El Gran Capitán ("Marele căpitan") și considerat de către cei mai mulți istorici moderni ca cel mai mare căpitan al războaielor italiene.